# Codigoro

Codigoro (Codgòr en dialecte de Ferrare) est une commune de la province de Ferrare dans la région Émilie-Romagne en Italie.

## Géographie physique
Codigoro, situé à 3 mètres au-dessus du niveau de la mer, est traversé par la route nationale SS495 et les routes provinciales SP53 et SP54 qui mènent à la riviera romagnole. La commune est également le terminus d’une ligne de chemin de fer qui mène à Ferrare.
La commune de Codigoro s’étend sur la partie la plus orientale de la province de Ferrare, dans le parc régional du delta du Pô d'Émilie-Romagne, à l’extrême Est de la plaine du Pô entre les marais de Comacchio et la côte Adriatique.
Le territoire est traversé d’Ouest en Est et jusqu’à son embouchure par le Pô de Volano. Un territoire qui, jusque dans les années 1960, était caractérisé par d’amples étendues marécageuses qui, au fil des années, furent assainies pour augmenter les surfaces affectées à la culture intensive.
Un important et complexe réseau de canaux assurent le drainage, l’irrigation et la navigation.
Codigoro est proche des communes de Massa Fiscaglia, Lagosanto, Comacchio, Jolanda di Savoia et Goro (Italie).

## Histoire
Le nom dérive de Gaurus, l'ex Pô de Goro, un territoire qui était à l’origine de la bonification des ramifications du fleuve : Caput Gauri, nom que l’on retrouve sur certains documents de l’abbaye de Pomposa et datés de 1243.
L’histoire de Codigoro remonte au IXe siècle quand une communauté de Bénédictins s’établit sur le territoire de l’actuelle Pomposa qui, à cette époque, était positionné sur un îlot baigné par la Mer Adriatique et les ramifications du Pô de Volano et du Pô de Goro. C’est à cette époque que débute la construction de l’abbaye de Pomposa qui est à l’origine de Codigoro et de ses territoires agricoles, dont l’archevêché détenait le pouvoir politique et commercial jusqu’à son annexion par l'exarchat de Ravenne qui dura jusqu’à l’an 1000.
Vers 1150, débutent les pressions de la part de la maison d'Este (seigneurs de Ferrare) mais marque également  la fin de la prospérité de Codigoro à cause de la rupture de Ficarolo, advenue en 1152, laquelle modifia le cours du fleuve Pô déportant les eaux plus au Nord, au détriment du Volano, de l’abbaye de Pomposa et de Codigoro qui furent abandonnés par les Bénédictins.
Les travaux de bonification, sous les ducs d’Este, durèrent de 1464 à 1580 et redonnèrent au territoire un aspect plus vivable.
Successivement, de 1600 à 1604, la république de Venise modifia le cours du Pô di Levante en déportant son embouchure plus au Sud, en territoire de Ferrare, ruinant les travaux hydrauliques entrepris par les Este.
Les travaux de bonification reprirent en 1598 quand Ferrare passa sous la domination de l’état pontifical jusqu’au milieu du XXe siècle, quand furent construites les premières stations de relevage des eaux.

## Monuments et lieux d’intérêt
- Abbaye de Pomposa: un des plus importants monuments religieux d’Italie du Nord;
- Duomo di Codigoro
- Palazzo del Vescovo: palais de l’évêché construit par les Bénédictins, anciennement dénommé Domus Dominicata, restauré en 1732, héberge aujourd’hui la bibliothèque communale et les diverses manifestations culturelles.
- Torre della Finanza: tour de la finance construite au début du XVIIIe siècle pour le contrôle des routes commerciales sur rives du Pô de Volano. Détruite par une forte marée en 1729, reconstruite de 1739 à 1741 pour abriter la caserne de la Garde de la Finance (douane) jusqu’au début du XXe siècle.

## Administration
| Période                                  | Période  | Identité           | Étiquette     | Qualité |
| ---------------------------------------- | -------- | ------------------ | ------------- | ------- |
| 16/05/2011                               | En cours | Rita Cinti Luciani | Liste civique |         |
| Les données manquantes sont à compléter. |          |                    |               |         |

### Hameaux
Caprile, Italba, Mezzogoro, Pomposa, Pontelangorino, Pontemaodino, Torbiera, Volano

### Communes limitrophes
Berra, Comacchio, Goro, Jolanda di Savoia, Lagosanto, Massa Fiscaglia, Mesola, Migliarino

## Population

### Évolution de la population en janvier de chaque année
| 1861  | 1901  | 1921   | 1951   | 1961   | 1971   | 1981   | 1991   | 2001   |
| ----- | ----- | ------ | ------ | ------ | ------ | ------ | ------ | ------ |
| 4 374 | 9 744 | 14 797 | 19 459 | 16 313 | 14 361 | 14 572 | 13 895 | 13 057 |

| 2011   | - | - | - | - | - | - | - | - |
| ------ | - | - | - | - | - | - | - | - |
| 12 396 | - | - | - | - | - | - | - | - |

## Sources
- (it) Cet article est partiellement ou en totalité issu de l’article de Wikipédia en italien intitulé « Codigoro » (voir la liste des auteurs) le 22/09/2012.

## Note
1. ↑  (it) Popolazione residente e bilancio demografico sur le site de l'ISTAT.